# Römerstraße (Linz)
Die Römerstraße ist eine Straße in der oberösterreichischen Landeshauptstadt Linz. Sie verläuft von der Promenade im Stadtteil Innenstadt bis auf den Freinberg beim Jägermayrhof und läuft dort als Freinbergstraße fort.

## Geschichte
Die Straße wurde 1869 in Römerstraße benannt. Davor bestand sie aus mehreren Teilen, nämlich Am Schloßwall, Neuer Weg, Oberer Neuweg, Äußerer Neuweg und Äußerer Schulerberg.

## Lage und Charakteristik
Die rund 1500 Meter lange Straße verläuft in westlicher Richtung von der Promenade bis zur Freinbergstraße beim Jägermayrhof. Im Bereich zwischen Martingasse und Schweizerhausgasse sowie zwischen Donatusgasse und Lessingstraße ist die Römerstraße eine Einbahnstraße stadtauswärts. Die Straße wird von der Lessingstraße (Höhe Königsweg) bis zum oberen Ende von der Buslinie 26 befahren, wobei vier Bushaltestellen entlang der Römerstraße bestehen (Theater [auch Linie 27, diese nur in Richtung Chemiepark], Römerbergschule, Vergeinerstraße und Jägermayr).
Der untere Abschnitt zwischen Schlossberg und Tiefem Graben ist ein enger Straßenzug mit historisch erhaltenem dörflichem Charakter und niedrigem Häuserensemble bei der Martinskirche. Oberhalb ist die Straße breiter angelegt, ab der Lessingstraße ist sie von alten Bäumen gesäumt und von Gründerzeitvillen geprägt.

## Gebäude

### Nr. 2 Ehemaliges Gasthaus zum Römischen Kaiser
1784 erbaut, zuletzt von Michael Lettmayr 1878 und Ignaz Scheck 1903 umgebaut.

### Nr. 16 Villa Raukamp
Wohnhaus und Atelier des Glasmalers Josef Raukamp, 1931 im modernen Stil erbaut von Architekt Josef Hawranek.

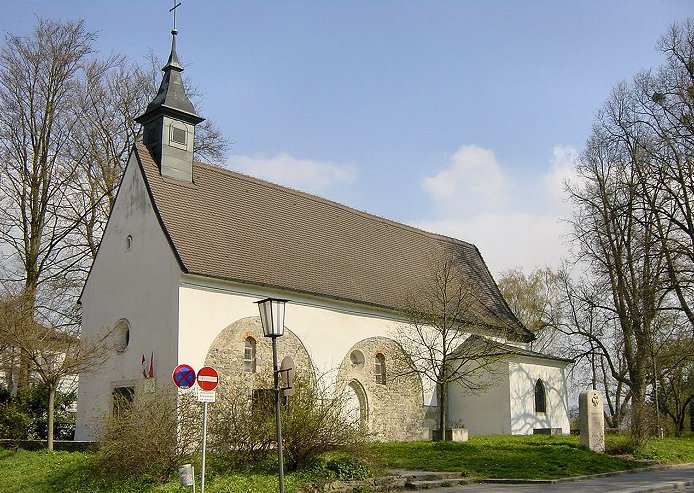
Martinskirche

### Nr. 18–37 Historisches Häuserensemble
In diesem Bereich ist ein historisches Ensemble von niedrigen alten Bürgerhäusern erhalten.

### Nr. 21 Pfarrhof
Ehemals Gasthaus, beherbergt das Haus heute das Pfarrbüro und Pfarrcafé der Pfarre St. Martin am Römerberg.

### Städtisches Kinderheim
Ecke Johannesgasse befindet sich das 1908 von Gustav Steinberger und Julius Biowski erbaute Kinderheim.

### Nr. 75 Villa Zaunmüller
Späthistoristischer Villenbau, 1904 von Baumeister Franz Weikl erbaut.

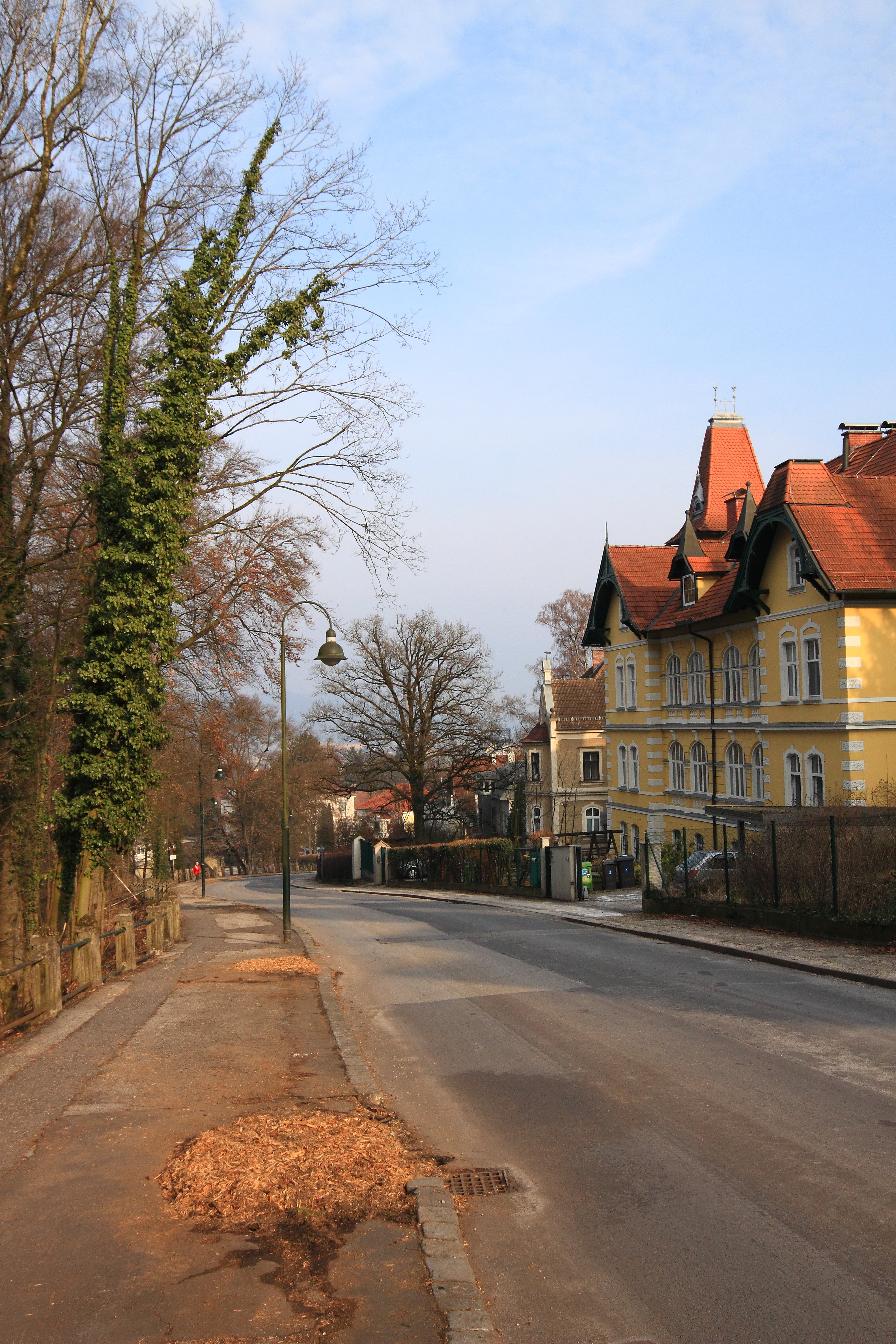
Der obere Abschnitt der Römerstraße, Doppelvilla Weikl

### Nr. 77a Doppelvilla Weikl
1904 und für Baumeister Franz und Josefine Weikl erbaut.

### Nr. 83 Villa Pogatschnig

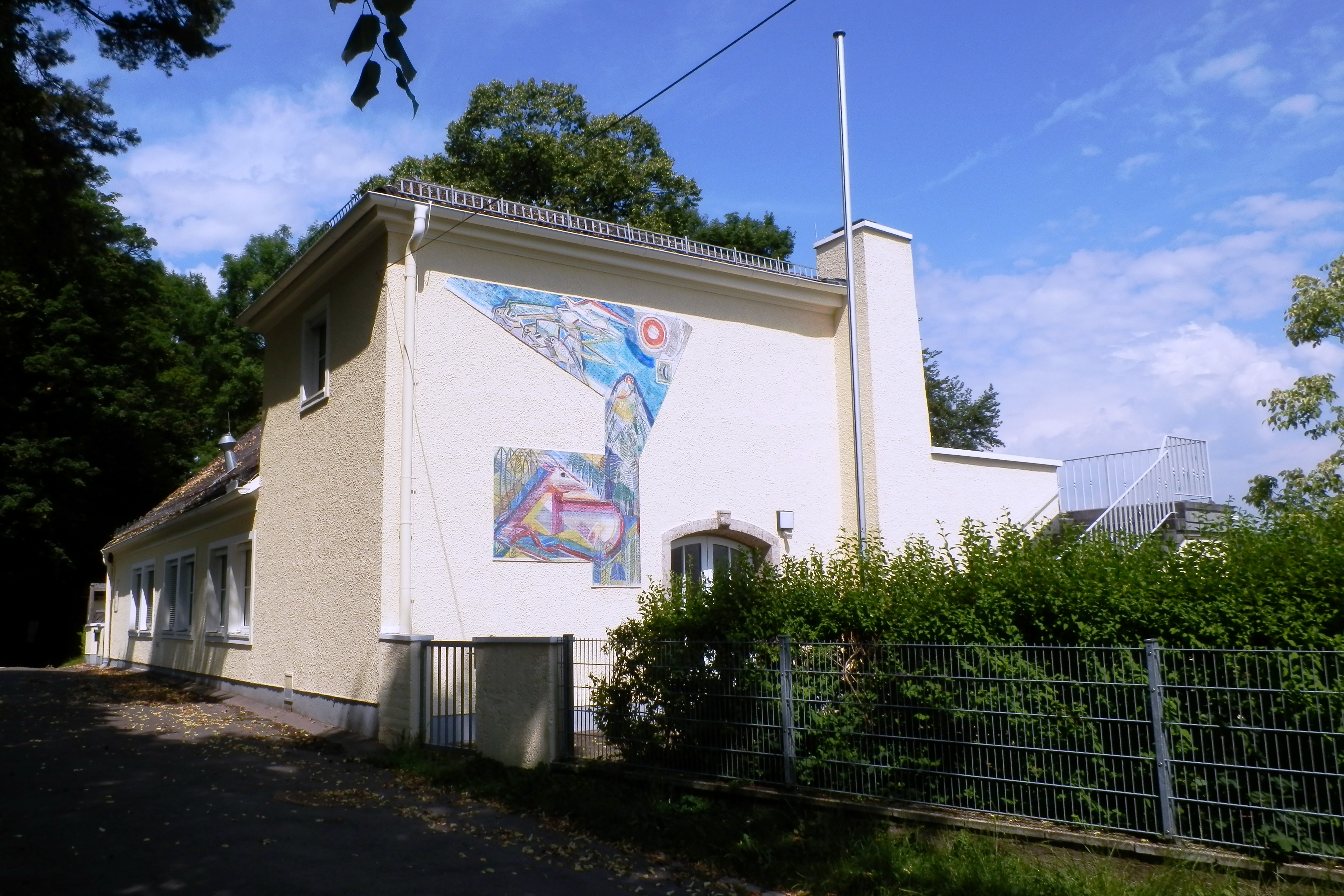
Paradiesgarten

1904 von Wilhelm Fabigan erbaut.

### Nr. 92 Paradiesgarten
Das ehemalige Ausflugsgasthaus Paradiesgarten dient seit 1952 als städtischer Kindergarten.

### Karl-Franck-Anlage mit Barbarakapelle und Franz-Josefs-Warte
Parkanlage am Freinberg mit der 1932 erbauten Barbarakapelle und der 1888 errichteten Aussichtswarte Franz-Josefs-Warte.